# Церковь Святой Марии Магдалины (Рухну)
Церковь Святой Марии Магдалины (эст. Ruhnu Püha Magdaleena kirik) — лютеранская церковь на острове Рухну, уезд  Сааремаа (уезд), Эстония.
Известно, что церковь является самым старым деревянным строением сохранившемся на территории Эстонии. Строительство церкви началось 22 ноября 1643 года.
В музее Стокгольма Historiska museet находится коллекция стеклянных картин из деревянной церкви Рухну, которая представляет собой самые старые и ценнейшие исторические стеклянные предметы искусства Эстонии. В их числе также 6 стеклянных картин XVII века.
Когда с приходом советской власти жители острова бежали в Швецию в 1944 году, тогда помимо всяческой церковной утвари они также взяли с собой эти стеклянные картины.
Храм находится в ведении Эстонской евангелическо-лютеранской церкви.